# Élégies (Tibulle)
Les Élégies sont un recueil de poésie élégiaque du poète romain Tibulle.
L'éducation de Tibulle à la campagne a une influence considérable dans son œuvre ; il célèbre à la fois l’amour hétérosexuel et homosexuel. Les principaux thèmes de son œuvre sont :
- l’intuition de la proximité de la mort ;
- le thème de la recusatio (refus de la quête ambitieuse des richesses ou de la gloire et refus d’écrire par conséquent de la poésie épique) ;
- l’amour d’une nature rustique imprégnée d’une religiosité archaïque (thème propre à Tibulle).

## Livre I
Il compte 10 élégies publiées du vivant de Tibulle, mais qui ne sont pas chronologiques. On ne peut donc pas dire laquelle précède l'autre : 5 élégies à Délie, 3 élégies à Marathus et 2 pièces isolées (1 élégie à Messalla et 1 élégie contre la guerre).
- Élégie 1 : Tibulle refuse la guerre et la richesse qu'elle procure. Il prône l'idéal d'une vie simple, à la campagne, avec Délie. Cette élégie se situe après la maladie de Tibulle à Corfou. « Il faut se réjouir, dit-il, car la mort peut survenir à chaque instant. » (Philosophie du « carpe diem ».)
- Élégie 2 : Elle est antérieure à la première. C'est le thème de la porte close (paraclausithuron). Délie est mariée et ne peut pas se livrer à Tibulle. Ce dernier voudrait bien que Délie fît preuve d'audace, elle qui est protégée par Vénus. Une magicienne interviendra pour elle. Délie est le seul amour de la vie de Tibulle, amour dont il est prisonnier.
- Élégie 3 : Elle est antérieure à la précédente. Tibulle est seul à Corfou. Il évoque la mort, dans la solitude morale, et les Champs Élysées où Vénus elle-même conduit les amants.
- Élégie 4 : Elle est consacrée à Marathus. Tibulle lui adresse un art d'aimer en miniature dans lequel il fait l'éloge de la poésie.
- Élégie 5 : La rupture avec Délie est consommée : elle a accepté les offres d'un riche admirateur. Tibulle évoque, en contrepartie, l'amour heureux à la campagne.
- Élégie 6 : Dernière élégie délienne. Délie s'est faite courtisane. Son mari ne peut plus la contrôler ni éviter ses débordements. Tibulle croit encore à un amour partagé.
- Élégie 7 : Tibulle adresse un éloge à Messalla à l'occasion d'un anniversaire. Il évoque alors Osiris, dieu de l'Égypte, dont Messalla a été le gouverneur, ainsi qu'Isis.
- Élégie 8 : Tibulle adresse son éloge à Marathus. Ce dernier n'aime pas Tibulle, mais Pholoé, jeune fille qui n'aime pas Marathus, mais un autre.  Tibulle s'adresse à Pholoé en l'incitant à cueillir les roses de la vie et en l'honorant de son amour.
- Élégie 9 : Marathus s'est laissé corrompre par un vieux qui a de l'argent. Tibulle indigné lui annonce que tout est fini entre eux.
- Élégie 10 : Cette élégie est postérieure à 29 av. J.-C., année où Tibulle est tombé malade à Corfou. L'auteur y parle de l'horreur de la guerre, de la crainte de la mort et y fait l'éloge de l'amour.

## Livre II
Le livre II semble inachevé, au terme de la sixième élégie. Mais les pièces de vers sont écrites dans l'ordre chronologique.
- Élégie 1 : Cette pièce rustique évoque la purification des champs : c'est un hymne à la campagne, à ses fruits, à ses divinités, à Cérès et à Amour.
- Élégie 2 : Elle est consacrée à un certain Cornutus, à qui Tibulle adresse son élégie à l'occasion de son anniversaire et de son mariage. Tibulle lui dit que sa femme sera fidèle. Il y a sans doute de l'ironie...
- Élégie 3 : Elle est consacrée à Némésis, cette femme vénale qui fera souffrir Tibulle. Lui rêve d'être un esclave rustique, rural, pour être auprès d'elle qui est à Rome.
- Élégie 4 : Elle est de nouveau consacrée à Némésis. Tibulle exprime sa révolte et son désespoir devant la cupidité et la froideur de la jeune femme. Il est prêt à se faire criminel et à voler de l'or, s'il le faut, pour la séduire.
- Élégie 5 : C'est une élégie nationale adressée au fils ainé de Messalla à l'occasion de son élection en tant que quindecemvir, au collège des Augures, qui avait pour objet de conserver les livres sibyllins que le Sénat ne devait consulter qu'en cas de force majeure.
- Élégie 6 : Cette élégie est, une dernière fois, consacrée à Némésis, dure courtisane qui causera le désespoir de Tibulle.

## Livre III
Il contient : 
- 6 élégies de Lygdamus ;
- 6 billets ardents de Sulpicia, la jeune nièce de Messalla ;
- des élégies de Tibulle.

## Livre IV
Divisée en trois parties importantes, la pièce 1 est un panégyrique à Messalla ; les  pièces 2 à 6 sont apocryphes, et dans les pièces 7 à 16, Sulpicia chante son bien-aimé qu'elle va finir par aimer malgré lui et Lérinthus chante Neaera qu'il va perdre.

### Éditions et traductions
- Élégies de Tibulle. Traduction en vers, par M. de La Hautière, 1879.
- Tibulle et Corpus Tibullianum, Élégies (Elegiarum libri, dès 30 av. J.-C.), édition et traduction M. Ponchont, Les Belles Lettres, 1924, 12e tirage 2007, XIV-190 p.

### Études sur Tibulle
- P. Veyne, L'Élégie érotique romaine, 1983.
- D. F. Bright, Tibullus in his world, Leyde, 1991.
- Jean-Michel Mondoloni, Tibulle, Élégies, livre I, Ellipses, coll. Études antiques, 2002, 222 p.

- Notices d'autorité :   - VIAF
  - BnF (données)
  - LCCN
  - GND
  - Espagne
  - Pologne
  - Israël
  - Australie
  - WorldCat